# Staten Kreta
Staten Kreta (grekiska: Κρητική Πολιτεία, Kritiki Politia; osmansk turkiska: كريد دولتى, Girit Devleti) var en statsbildning på Kreta åren 1898-1913. Den bildades 1898 efter en serie oroligheter på den då osmanska ön Kreta i mitten av 1890-talet. Under Grek-turkiska kriget 1897 ingrep Storbritannien, Frankrike, Italien och Ryssland. Genom Fördraget i London 1913 upplöstes statsbildningen, som då uppgick i Grekland.

### Fotnoter
1. ↑  ”Crete” (på engelska). World Statesmen. http://www.worldstatesmen.org/Greece.html#Crete. Läst 6 januari 2015.